# Symfonie nr. 11 (Hovhaness)
Alan Hovhaness voltooide zijn Symfonie nr. 11 "All Men Are Brothers" opus 186 in 1961.
Hij kreeg het verzoek van Edward B. Benjamin voor een werk ter viering van het 25-jarig bestaan van het New Orleans Philharmonic Symphony. Er was een garantie tot uitvoering en dat is dan toch bijzonder, gezien de huidige (2010) relatieve onbekendheid van de componist. Op 21 maart 1961 speelde het genoemde orkest deze elfde symfonie onder leiding van Frederick Fennell, normaliter een dirigent van harmonieorkest en fanfares. De componist was niet tevreden over zijn werk en paste het helemaal aan tot zijn huidige versie, die opnieuw door het orkest uit New Orleans ter wereld werd gebracht in een concert op 31 maart 1970, dirigent was toen Werner Torkanowsky.
De symfonie die bijna geheel tot stand kwam in Luzern heeft meer een symfoniestructuur dan veel van zijn voorgangers. Alleen al de driedelige inrichting geven het een symfonie-achtige opbouw.

## Delen
1. Andante appassionato
2. Allegro moestoso
3. Andante con nobilita.

De componist lichtte zelf het volgende toe. Deel 1 begint met een liefdesthema, dat het gehele deel in “haar” macht houdt. In deel 2 met een lange melodielijn in een rondovorm komen ook optocht, foga en een coda aan bod. Deel 3 heeft dan opnieuw een thema gewijd aan de liefde die de mensen bindt.
De fuga en haar broer canon komen in bijna al Hovhaness' werken aan bod. De symfonie besluit met dezelfde gedragen muziek, die hij componeerde in ander werk. Het werk besluit op een slotakkoord en dat is wederom een bijzonderheid. Sommige composities van Hovhaness lijken ineens op te houden.
De klassieke structuur was volgende de componist in een interview in 1994 te wijten aan het feit dat delen van het werk al in de vroege jaren 30 geschreven zijn, toen nog alleen onder de titel All Men Are Brothers. Het ideaal uitgesproken in deze (sub)-titel paste in de tijd dat het origineel werk geschreven (na de Eerste Wereldoorlog), de eerste en later definitieve versie kwamen ten tijde van de Flowerpower, een jongerencultuur die streefden naar liefde en vrede.

## Orkestratie
- 3 dwarsfluiten, 3 hobo's, 3 klarinetten, 3 fagotten;
- 4 hoorns, 3 trompetten, 3 trombones, 1 tuba
- 1 stel pauken, 2 man / vrouw percussie waaronder tamtam, 1 harp;
- violen, altviolen, celli, contrabassen

## Discografie
- Uitgave Poseidon Records en later Crystal Records: Alan Hovhaness met Royal Philharmonic Orchestra, een opname van 6 juli 1970. Het was de eerste opname voor het Poseidon label, dat speciaal door de componist was opgericht.